# Un cœur pour Noël
Un cœur pour Noël (The Christmas Heart) est un téléfilm de Noël américain réalisé par Gary Yates et diffusé le 2 décembre 2012 sur Hallmark Channel et en France le 26 décembre 2012 sur M6.

## Fiche technique
- Titre original : The Christmas Heart
- Réalisation : Gary Yates
- Scénario : Michael Heaton
- Musique : Shawn Pierce (en)
- Durée : 90 minutes

## Distribution
- Teri Polo : Ann Norman
- Paul Essiembre : Mike Norman
- Ty Wood : Matt Norman
- Cruise Brown : Tommy Norman
- Tess Harper : Elizabeth
- John B. Lowe : Don Foy
- Adam Hurtig : Jimmy Mars
- Kelly Wolfman : Traci Collins
- Aaron Hughes : Flic
- Arden Alfonso : Nicky